# 浦和中央公園

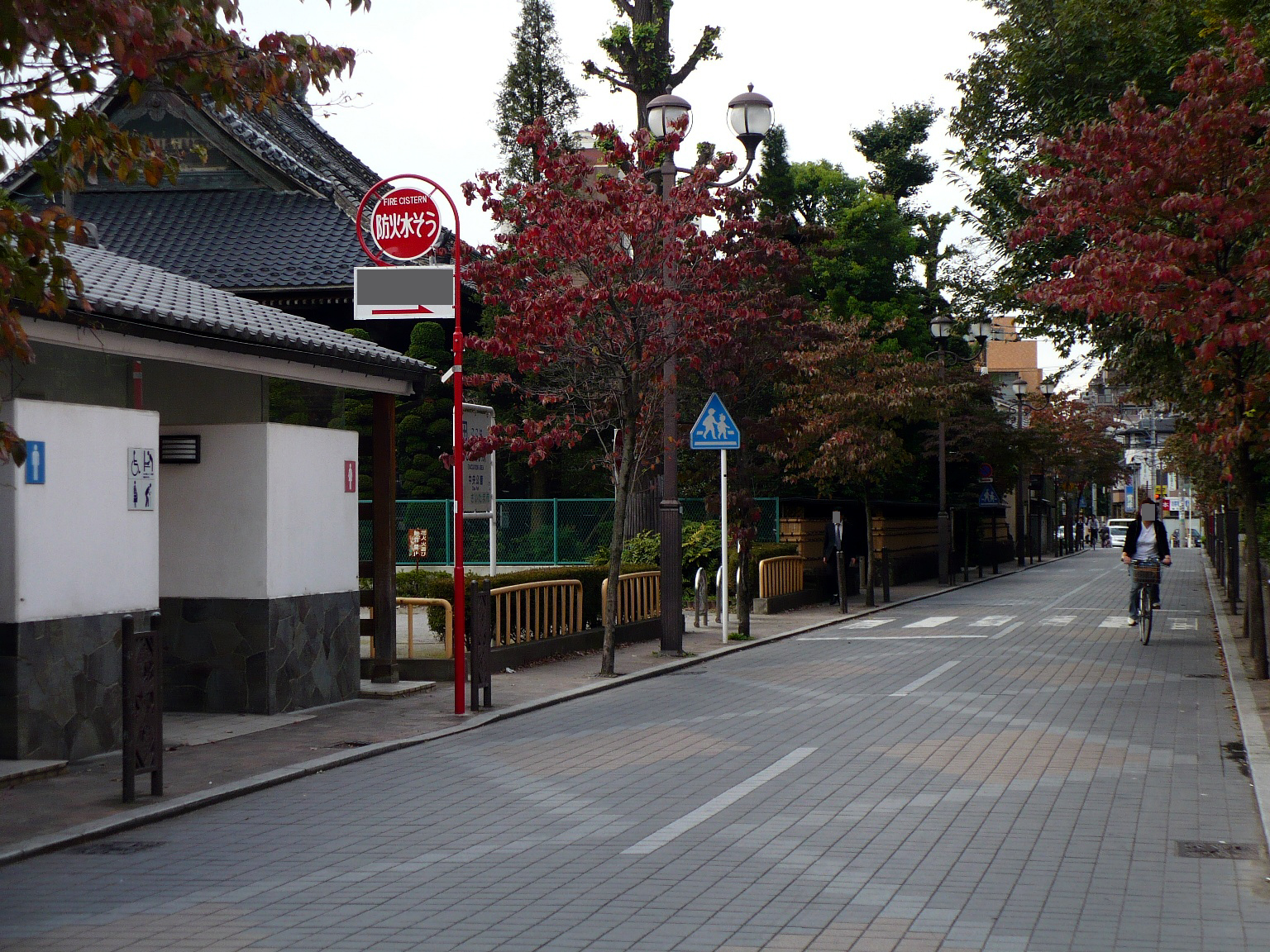
浦和中央公園と玉蔵院

浦和中央公園（うらわちゅうおうこうえん）は、埼玉県さいたま市浦和区にある公園である。もとは玉蔵院境内であった。現在も玉蔵院の好意により市民に開放されている。

## 概要
浦和駅西口から500m弱、徒歩6分の場所にある。玉蔵院の境内であった現在地に終戦直後の1946年（昭和21年）、旧制浦和中学（現埼玉県立浦和高等学校）などの生徒が動員され、公園が整備された。当時浦和駅周辺には調公園以外に大きな公園がなく、健康増進や休憩スポット、非常時の避難場所として開設された（現在では常盤公園、別所沼公園などが整備されている）。浦和では大規模な空襲が無く公園にできる空き地が少なかったこと、終戦後焼け野原となった東京から移住者が増加し都市環境が急速に変化していたことが背景にある。
昭和期に玉蔵院の参道を横切る形で南北に玉蔵院通りが開通したため、道路を挟んで両側に公園が分断された。東側の公園はブランコなどの遊具があり樹木に囲まれている。西側の公園は砂利が敷かれ、開けているため、ボール遊びなどができるようになっている。浦和中央幼稚園と隣接し、園庭としても利用されている。駅周辺では貴重な開放空間であるため、さいたま市の指定避難場所に指定されている。

## 周辺
- 玉蔵院
- 埼玉会館
- 埼玉県庁
- 埼玉県立浦和図書館
- 浦和ロイヤルパインズホテル
- さいたま市民会館うらわ
- 須原屋
- 浦和宿本陣跡

## 所在地
- 埼玉県さいたま市浦和区仲町2-13および高砂2-15